# Национални симболи Србије
Национални симболи Србије јесу симболи, ствари које су амблематске, репрезентативне или на други начин карактеристичне за Србију, српски народ и српску културу.
Поједини симболи су званично усвојени; на пример, грб Србије, који је кодификован у хералдици и законодавству земље. Други симболи можда немају званични статус али су такође признати и препознати на националном или међународном нивоу.

## Званични симболи
| Тип                             | Слика | Симбол |
| ------------------------------- | ----- | --- |
| Државна застава                 |       | Застава Србије Државна застава Србије је хоризонтално подељена тробојка црвене, плаве и беле боје, са малим грбом постављеним лево од средине. Народна застава је тробојка без грба. Прва забележена употреба српске тробојнице била је 1835. године. |
| Народна застава Националне боје |       | Националне боје Србије су црвена, плава и бела. Застава Србије се обично назива тробојком. Застава је усвојена 1835. године. |
| Грб                             |       | Грб Србије Државни грб Србије усвојен је 2004. године и заснован је на оригиналу коришћеном за време Краљевине Србије (1882—1918). Грб је ликовно измјењен и дорађен 2010. године.                                                                    |
| Национална химна                |       | Боже правде Државну химну Србије Боже правде прво је користила Краљевина Србија (1882—1918). Поново је усвојена 2006. године као званична химна Републике Србије.                                                                                     |

## Други симболи
| Тип                            | Слика | Симбол |
| ------------------------------ | --- | --- |
| Национални симболи             | | Крст са оцилима је заснован на тетаграму, источноримском симболу, који је у употреби код Срба од периода касног средњег века. |
| Хералдички симбол              | | Српски орао јесте двоглави бели орао и налази се на државном грбу и застави Србије. Симбол има дугу традицију у српској Српској хералдици. Двоглави орао и српски крст су главни хералдички симболи који представљају национални идентитет српског народа кроз столећа. У употреби је из средњег века током владавине Немањића. |
| Регалије                       | | Карађорђеви Краљевски знакови начињени су 1904. године за крунисање Краља Петра I Карађорђевића. Круна је изливена од бронзе са ручке Карађорђевог топа, заплењеног од Турака у Првом српском устанку. Осим бронзе, круна има позлату, емајл и синтетичко драго камење. Регалије су израђене у Паризу, у Француској, у познатој јувелирској фирми “Браћа Фализ”. Она је једина сачувана круна неког српског владара која се налази на територији Републике Србије. |
| Светац заштитник               | | Свети Сава, познат као Растко Немањић, је оснивач и први архиепископ Српске православне цркве (1219—1233) и син Стефана Немање из владарске династије Немањића. Он је светац заштитник Србије, Републике Српске и образовања у земљи. |
| Националне ношње               | | Најчешћа народна ношња Србије је из Шумадије, региона у централној Србији. Садржи националну капу шајкачу, и традиционалну обућу опанке. Старији људи на селу и даље носе народне ношње. |
| Нематеријално културно наслеђе | | Слава је прослава свеца-заштитника породице. Ова традиција је званично заштићене од стране организације УНЕСКО. |
| Националне животиње            | | Вук је вишеструко повезан са српском и балканском митологијом и култовима. У словенској као и старосрпској религији и митологији, вук је био и тотем. Српске епске народне пјесме приказују вука као симбол храбрости. Вук је данас такође приказан на неколико грбова српских општина и као хералдички симбол. |
| Националне животиње            | Дивљи вепар је у великој мери повезан са древном балканском и српском културом. Трибали су древно племе чије је име коришћено као егзоним за Србе архаизирањем од стране источно римских аутора у средњем веку. Грб Трибалије је део историјских грбова Средњовековне Србије које су приписивали разни артиљеријалци, Србија под Хабзбурзима, Србија током Првог и Другог српског устанка против Турака и данас је приказан на неколико грбова српских општина у Шумадији. | |
| Националне птице               | | Орао крсташ је национална птица Србије. Она је инспирација за двоглавог српског орла у модерној српској хералдици. |
| Националне птице               | Белоглави суп је национална птица Србије. Она је инспирација за двоглавог српског орла у средњовековној српској хералдици. | |
| Национално дрво                | | Храст (најчешће храст лужњак) је симбол Србије и један од елемената на грбу Србије. На грбу, храст означава снагу и дуговечност, док маслинова гранчица означава мир и плодност. У тешка времена кроз историју, када није било цркава, молило се под храстовима где би клесали крст, запис; неки од таквих храстова су стари преко 600 година и сматрају се светим. Храст се користи за Бадњак. |
| Национални цветови             | | Наталијина рамонда цвет се сматра као симбол српске армије и њене пожртвованости током Првог светског рата,, где су српске снаге претрпеле процентуално највећи број жртава. Народ Србије носи цвет Наталијина рамонда као симбол сећања својих жртава, поготово током дана примирја у Првом светском рату, који је државни празник у Републици Србији од 2012. године. Биљку је 1884. године у околини Ниша открио доктор Сава Петровић, дворски лекар краља Милана Обреновћа. Заједно са Панчићем описао је ову врсту и дао јој име по краљици Наталији Обреновић.                                                                                     |
| Национални цветови             | Српска рамонда, познат као цвет феникс због способности да се употпуности обнови после суше, се сматра као симбол српске армије и њене пожртвованости током Првог светског рата. Такође, цвет симболизује обнову српске државе после рата. Народ Србије поред Наталијине рамонде, користи овај цвет као симбол сећања својих жртава, поготово током дана примирја у Првом светском рату, који је државни празник у Републици Србији од 2012. године.                       | |
| Национално воће                | | Шљива и њени производи су од великог значаја за Србе и део бројних обичаја. Изрека каже да је најбоље место за изградњу куће тамо где шљива најбоље расте. Плодна област Шумадије у централној Србији је посебно позната по производњи шљивовице. |
| Национално пиће                | | Шљивовица је национално пиће у Србији. Име шљивовица потиче из српског језика. Шљива и производи од шљиве су од великог значаја за Србе, као део бројних обичаја. Србија је највећи извозник шљива у свету, а други највећи произвођач шљиве у свету. |
| Јела националне кухиње         | | У популарна јела српске кухиње спадају ћевапчићи, пљескавица и гибаница. (Види: Српска кухиња) |
| Национална алегорија           | | Мајка Србија је женска персонификација нације и метафоричка мајка свих Срба. Serbian national myths and poems constantly invoke Mother Serbia. Најпознатији прикази Мајке Србије израдио је Ђорђе Јовановић, као што су статуа на Палати Министарства финансија Краљевине Југославије у Београду и статуа на Споменику косовским јунацима у Крушевцу. Њен приказ је видљив на српској личној карти. |
| Очеви отаџбине                 | | Стефан Немања је био српски велики жупан, који се изборио за политичку самосталност у односу на Византију и уједињење српских земаља (Рашка, Дукља, Травунија, Хумска земља, Неретванска крајина) у јединствену српску државу. Био је родоначелник српске владарске династије Немањића, која се одржала на власти све до 1371. године. и у једном периоду преобразила у царство. Један од најзначајнијих српских владара, а заједно са сином Светим Савом Српским, једним од утемељивача Српске православне цркве, која Стефана Немању слави као Светог Симеона Мироточивог. Доба његове владавине представља преломни период у историји и култури Срба. |
| Очеви отаџбине                 | Ђорђе Петровић, познатији као Карађорђе, је био српски револуционарни вођа који је водио своју нацију за независтност од Турског царства током Првог Српског устанка (1804–1813). Био је родоначелник српске владарске династије Карађорђевић. Има титулу оца отаџбине. | |
| Очеви отаџбине                 | Милош Обреновић, познат и као Милош Велики, је био српски револуционарни вођа који је водио своју нацију за независтност од Турског царства током Другог Српског устанка (1815–1817). Био је родоначелник српске владарске династије Обреновић. Има титулу оца отаџбине. | |
| Национални споменици културе   | | Србија има дванаест локалитета под заштитом Светске баштине УНЕСКО. |
| Национални споменици културе   | Храм Светог Саве у Београду је један од највећих православних храмова на свету. Посвећен је Светом Сави. Представља један од доминантих симбола Београда и Србије. | |
| Национални инструмент          | | Гусле су национални инструмент Србије и српског народа. Гусларске песме говоре о средњовековној Србији, робовању под страним окупаторима и предстојећој бољој будућности српског народа. |
| Национална поезија             | | Српске епске народне пјесме су традиционално преношене усменим путем од стране националних бардова, гуслара. Вук Стефановић Караџић (1787—1864), отац српске фолклористике и водећи реформатор српског језика и писма, сакупио је и записао епске песме Срба са почетка 19. столећа. Петар II Петровић Његош се сматра једним од највећих или за највећег српског песника. |
| Национални плес                | | Српска традиционална игра коло обухвата неколико локалних варијетета, од којих је најпопуларније Ужичко коло. Друга популарна кола су Моравац, Кокоњеште, Жикино коло и Врањанка. |
| Народне рукотворине            | | Пиротски ћилим и Злакуска лончарија су законом заштићени производи и брендови Србије. |
| Писмо                          | | Ћирилица представља важан део српског националног идентитета. Према Уставу Републике Србије из 2006, Ћирилица је једино званично писмо у употреби. Српска ћирилица је у званичној употреби у Србији, Црној Гори и Републици Српској. |
| Поздрав                        | | Поздрав са три прста се генерално користи као опште српски поздрав. |
| Национална капа                | | Шајкача је национална, народна капа која се највише носи у Срба. Углавном је црне, сиве или зелене боје. Нашироко су је носили Срби током Првог српског устанка и била је кључна компонента у униформи српске војске од почетка 19. века до краја 20. века. Данас шајкачу углавном носе старији мушкарци у сеоским срединама. |
| Крилатица (незваничан)         | Само слога Србина спасава | Крилатица „Сламо слога Србина спасава” је широко распрострањена и употребљивана у српском народу. |
| Популарна музика               | | Трубачи |

## Видите још
- Срби
- Национални идентитет Србије
- Списак места светске баштине у Србији